# Bradley Efron
Bradley Efron (ur. 24 maja 1938 w Saint Paul) – amerykański statystyk, profesor Uniwersytetu Stanforda. W 1977 r. stworzył nową metodę wnioskowania statystycznego (tzw. metodę bootstrap), wymagającą wykorzystania komputera i odpowiedniego oprogramowania. W 2014 r. został laureatem Medalu Guya.